# 九五式陸上攻撃機
G2H1 九五式陸上攻撃機
- 用途：陸上攻撃機
- 製造者：広海軍工廠
- 運用者： 大日本帝国海軍
- 生産数：8機
- 運用状況：退役

九五式陸上攻撃機（きゅうごしきりくじょうこうげきき）は大日本帝国海軍の陸上攻撃機である。設計・製造は広海軍工廠。当時の日本海軍が保有する最大の機体だったが性能向上の余地が無く、後続の九六式陸上攻撃機が画期的な性能を発揮する見通しとなったため、少数の生産で終わった。略符号はG2H1。
少し遅れて採用された九六式陸上攻撃機が「中攻」と呼称されたのに対し、本機は「大攻」と呼ばれた。略称は九五式陸攻・九五陸攻。

## 開発
ロンドン軍縮会議で補助艦艇の保有量が制限されたことで日本海軍は新たな兵器の開発が必要となり、1932年春に航空本部技術部部員和田操大佐が航空本部長松山茂少将より艦隊決戦に参加可能な長距離攻撃機の研究を命じられた。和田は検討の結果、大型陸上攻撃機を試作すべきとの意見書を提出。航空本部幹部らの会議で陸上攻撃機の開発は決定された。和田は航空本部に移る前は廣海軍工廠で九〇式一号飛行艇の設計を担当しており、陸上攻撃機の設計を同工廠の設計主任岡村純造兵少佐に依頼した。岡村は経験がないことなどを理由に拒んだが和田に説き伏せられ、廣海軍工廠で七試特殊攻撃機として開発されることとなった。1933年3月に一号機が完成した。しかし、七試特殊攻撃機は大角度での急旋回時に尾翼がフラッターを起こすという欠陥が発覚し、失敗作ともいわれるようになった。
七試特殊攻撃機の開発中に航空本部はのちの九六式陸攻の原型となる八試特殊偵察機（のち八試中型攻撃機）の開発を三菱内燃機に命じており、その最初の試飛行後ひらかれたテストパイロットらによる審査会議では七試特殊攻撃機は九三式陸上攻撃機7とともに期待が持てず、八試中型攻撃機を陸上攻撃機の原型とすると言われた。
1936年5月、九五式陸上攻撃機として制式採用。

## 運用
1936年9月に北海事件、漢口邦人巡査射殺事件が発生すると九五式陸上攻撃機4機、九三式陸上攻撃機6機、九五式艦上戦闘機6機で第十一航空隊が編成された。木更津から鹿屋へ向け飛行中、九五式陸上攻撃機1機が墜落し、乗員8名全員が死亡した。第十一航空隊は屏東に進出したが、11月に事件が外交交渉で解決できる見込みとなると帰還した。
支那事変勃発後の1937年9月30日、木更津海軍航空隊の三原元一大尉率いる九五式陸上攻撃機6機が済州島に進出。最初の出撃は9月30日で6機すべてが出撃したが、悪天候のため3機は投弾出来なかった。以後、九五式陸上攻撃機は陸戦支援に活躍した。しかし10月24日、出撃時に1機の発動用のガレリーから出火して5機が失われる大事故となった。この事故で1名が死亡した。その時修理中で事故に巻き込まれなかった1機はその後も出撃を続けた。10月28日からは上海近郊の王濱飛行場を拠点から出撃し、人員に余裕があったことからその日は搭乗者を替えて3回出撃している。10月29日、対空砲火で被弾し、どうにか王濱にもどったものの機体は大破した。この事態に九六式陸攻3機と横須賀海軍航空隊にあった九五式陸上攻撃機2機が王濱に派遣された。11月11日から九五式陸上攻撃機の出撃は再開され、11月25日には大破した機体も修理がなって復帰した。12月には九六式艦上戦闘機用燃料の輸送も行った。12月15日で九五式陸上攻撃機の戦闘参加は終了した。一連の戦闘で九五式陸上攻撃機はのべ125機が出撃し、投下した爆弾は145トン以上であった。

## スペック
三面図
- 全長:20.15m
- 全幅:31.68m
- 全備重量:11,000 kg
- エンジン:広廠94式1型 液冷W型18気筒 1,180hp×2
- 最大速度:244km/h
- 巡航速度:167km/h（90kt）
- 航続距離:2,883km
- 武装:
  - 7.7mm機銃×4
  - 爆弾250kgx6、又は400kgx4
- 乗員:7名
- 生産数:8機（広廠6機、三菱2機）